# Kỵ binh giáp "Hoàng đế Nikolai I của Nga" (Brandenburg) số 6

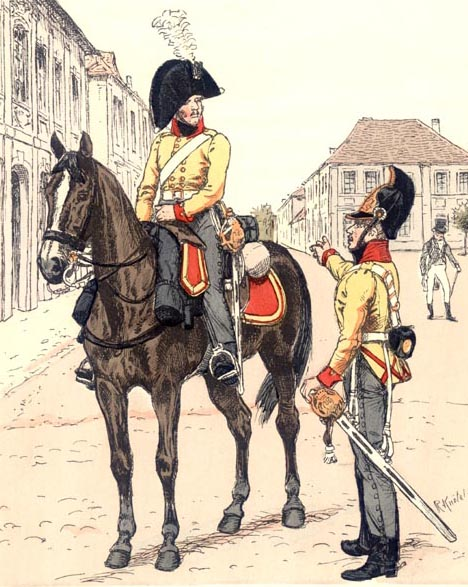
Kürassiere des Regiments im Juli und August 1809

Kỵ binh giáp "Hoàng đế Nikolai I của Nga" là một lực lượng kỵ binh của quân đội Hoàng gia Phổ.